# بيرغيش غلادباخ
بيرغيش غلادباخ  (بالإنجليزية:
Bergisch Gladbach) وهي مدينة تقع في منطقة كولون بون في شمال الراين وستفاليا في ألمانيا.

## توأمة
لبيرغيش غلادباخ اتفاقيات توأمة مع كل من:
- بورغوان-جاليو
- لوتن
- فيلسن
- Joinville-le-Pont [الإنجليزية]‏
- Runnymede [الإنجليزية]‏
- ماريامبوله
- Pszczyna [الإنجليزية]‏
- بيت جالا
- غني تيكفا [الإنجليزية]‏
- Borough of Runnymede [الإنجليزية]‏

## أعلام
- تيم فيزه
- جوسيف فوكس
- كارولين كيبيكوس
- نورة بيندر
- ماتس هوملز
- هاينز لانج